# Groupe d'intervention de la Gendarmerie nationale
Groupe d'intervention de la Gendarmerie nationale (i daglig tale GIGN) er de franske gendarmers
specialstyrker, der er specielt trænet til antiterror-opgaver og gidseltagningsoperationer.